# Iwan Kudriawcew
Iwan Kudriawcew (ros. Иван Кудрявцев; ur. 12 czerwca 1984 w Leningradzie) – rosyjski wioślarz.

## Osiągnięcia
- Mistrzostwa Świata U-23 – Amsterdam 2005 – dwójka podwójna wagi lekkiej – 9. miejsce[1].
- Mistrzostwa Świata U-23 – Hazewinkel 2006 – dwójka podwójna wagi lekkiej – 5. miejsce[1].
- Mistrzostwa Świata – Poznań 2009 – dwójka podwójna wagi lekkiej – 17. miejsce[1].
- Mistrzostwa Europy – Montemor-o-Velho 2010 – dwójka podwójna wagi lekkiej – 15. miejsce[1].